# Citadel Peak
Der Citadel Peak (englisch für Zitadellenspitze) ist ein Berg aus vulkanischem Gestein im westantarktischen Marie-Byrd-Land. Im Königin-Maud-Gebirge ragt er 10 km östlich des Mount Vaughan an der Südflanke des Vaughan-Gletschers auf. Markant ist er durch vertikale Steinplatten am Gipfel, die an die Wehrtürme einer Zitadelle erinnern.
Der United States Geological Survey kartierte ihn anhand eigener Vermessungen und Luftaufnahmen der United States Navy aus den Jahren von 1960 bis 1964. Teilnehmer einer von 1969 bis 1970 dauernden Kampagne im Rahmen der New Zealand Geological Survey Antarctic Expedition gaben ihm seinen deskriptiven Namen.